# ATEX
ATEX — директивы ЕС, описывающие требования к оборудованию и работе в потенциально взрывоопасной среде.

## Директивы

Знак CE, наносимый на сертифицированное оборудование

В июле 2006 года Евросоюзом были приняты нормы, направленные на защиту людей, работающих во взрывоопасных местах, от взрывов.
Существуют две директивы ATEX (одна для изготовителей, а другая для пользователей оборудования):
- ATEX 95 оборудование директива 94/9/EC, Оборудование и защитные системы для использования во взрывоопасных средах;
- ATEX 137 рабочее место директива 99/92/EC, Минимальные требования к защите от взрыва.

ATEX получил своё название от французского названия директивы 94/9/EC: Appareils destinés à être utilisés en ATmosphères EXplosibles.
С 20 апреля 2016 года вступает в силу новая Директива ATEX 2014/34/EU Архивная копия от 22 февраля 2016 на Wayback Machine - Оборудование и защитные системы, предназначенные для использования в потенциально взрывоопасных средах